# Roxane Hayward
Roxane Hayward (* 7. Mai 1991 in Johannesburg) ist ein südafrikanisches Model und Schauspielerin.

## Leben
Roxane Hayward wurde 1991 in Johannesburg geboren und lebt derzeit in Kapstadt. Im Alter von sechs Jahren erhielt sie ihre ersten Unterrichtsstunden in Tanzen und Schauspielerei. Ihren Schulabschluss erreichte sie mit 16 Jahren und studierte anschließend vier Jahre Drama, Dancing and Musical Theatre am Trinity College of Music und am Imperial Society of Teachers of Dance London.
Im Jahr 2007 gab sie ihr Schauspieldebüt in der Arztserie Jozi-H und verkörperte den Charakter Daphne für einer Folge. 2009 spielte Hayward die Nebenrolle Chloe in der südafrikanischen Dramaserie Isidingo für eine Episode. In den britischen Serien Beaver Falls und Leonardo erhielt sie je eine Nebenrolle. Zuletzt stand sie für den Actionfilm Death Race: Inferno in der Nebenrolle Prudence vor der Kamera. Der Film wurde von Universal Pictures produziert und die Aufnahmen entstanden in Kapstadt. Dabei arbeitete Roxane Hayward mit den Schauspielern Luke Goss, Ving Rhames, Danny Trejo und Tanit Phoenix zusammen.

## Filmografie
- 2007: Jozi-H (Fernsehserie, Folge 1x09 Smile)
- 2009: Isidingo (Fernsehserie, eine Folge)
- 2011: Beaver Falls (Fernsehserie, eine Folge)
- 2012: Leonardo (Fernsehserie, vier Folgen)
- 2012: Death Race: Inferno (Death Race 3: Inferno)